# Scheelhoek
De Scheelhoek is een natuurgebied op het eiland Goeree-Overflakkee, in de Nederlandse provincie Zuid-Holland. Dit vogelreservaat ligt aan de rand van Stellendam, tussen het Zuiderdiep en het Haringvliet. Het gebied van 343 hectare wordt beheerd door Natuurmonumenten. Het bestaat uit de Plaat van Scheelhoek met kreken, riet- en graslanden en het Scheelhoekbos.

## Plaat van Scheelhoek
De Scheelhoek ontstond rond 1870 als een kale driehoekige zandplaat. Er vormden zich slikken, strand en een smalle reep beginnende duinen aan de noordrand. Riet en biezen werden geplant om opslibben te bevorderen. Met de aanleg van de zeewering in 1964 verdween de getijdenwerking. Deze is vanaf 2019 weer gedeeltelijk teruggekeerd met het op een kier zetten van de sluizen van de Haringvlietdam. De geul aan de zuidzijde werd Zuiderdiep genoemd. Na het gereed komen van de Haringvlietsluizen en de bijbehorende werken viel dit Zuiderdiep binnendijks en werd een zoetwaterberging.
Het waterpeil wordt hoog gehouden om de rietcultuur en bijbehorende fauna te behouden. Er wordt riet geoogst, maar door jaarlijks een deel te laten staan, zorgt Natuurmonumenten voor zogeheten ´overjarig´ riet. Dit is belangrijk voor de vogels die hier broeden. In de winter is het een overwinteringsgebied voor een groot aantal soorten ganzen. Om de rust voor de vogels zo min mogelijk te verstoren is de Plaat van Scheelhoek niet toegankelijk. Er worden wel regelmatig excursies in het gebied georganiseerd door Natuurmonumenten en er is een uitkijkpunt langs de Zuiderdiepweg. Enkele jaren geleden zijn er voor de kust vier eilandjes aangelegd, de zogenaamde Scheelhoekeilanden of ´broedvogeleilandjes´. Hier broeden onder meer grote stern, visdief, kluut en bontbekplevier. Er is een vogelkijkhut Vogelobservatorium Tij met 360 graden uitzicht ook op de oeverzwaluwwand. De kijkhut is architectonisch in de vorm van een ei van een grote stern.Deze buitendijkse eilandjes zijn niet toegankelijk..

## Scheelhoekbos
Naast het vogelreservaat en de jachthaven van Stellendam ligt het Scheelhoekbos dat in 1974 werd aangelegd. Het is net als ´t Kiekgat ontstaan op een werkeiland dat werd opgespoten voor de aanleg van de Haringvlietdam. Door het Scheelhoekbos lopen twee korte gemarkeerde wandelroutes. Een van de routes voert langs de uitkijkheuvel aan de rand van het bos waarvandaan de Plaat van Scheelhoek te overzien is. De andere route loopt naar de vogelobservatiehut ´t Kiekgat, onderdeel van het natuurgebied de Kop van Goeree.

## Fotogalerij

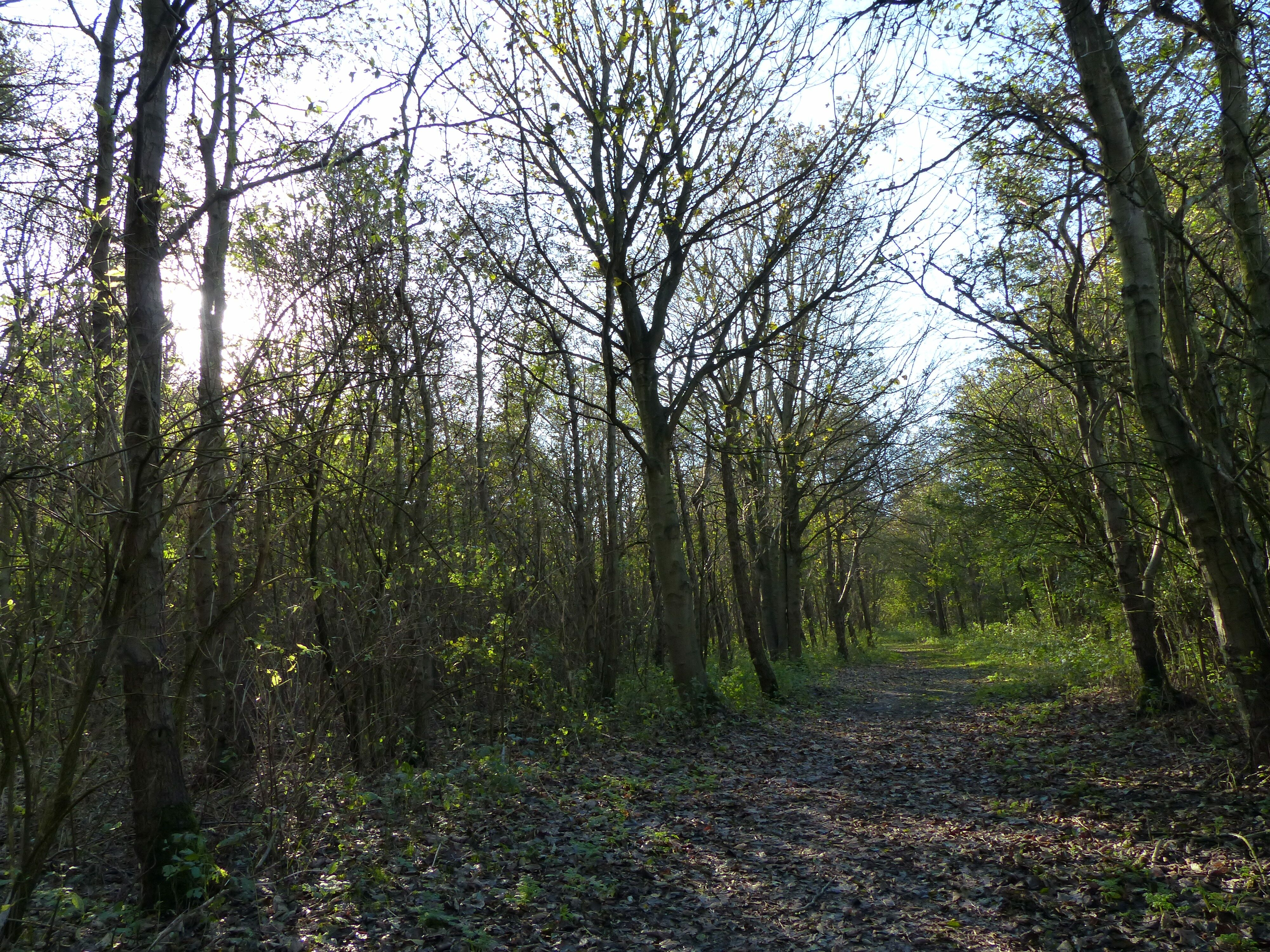
Wandelroute door het Scheelhoekbos
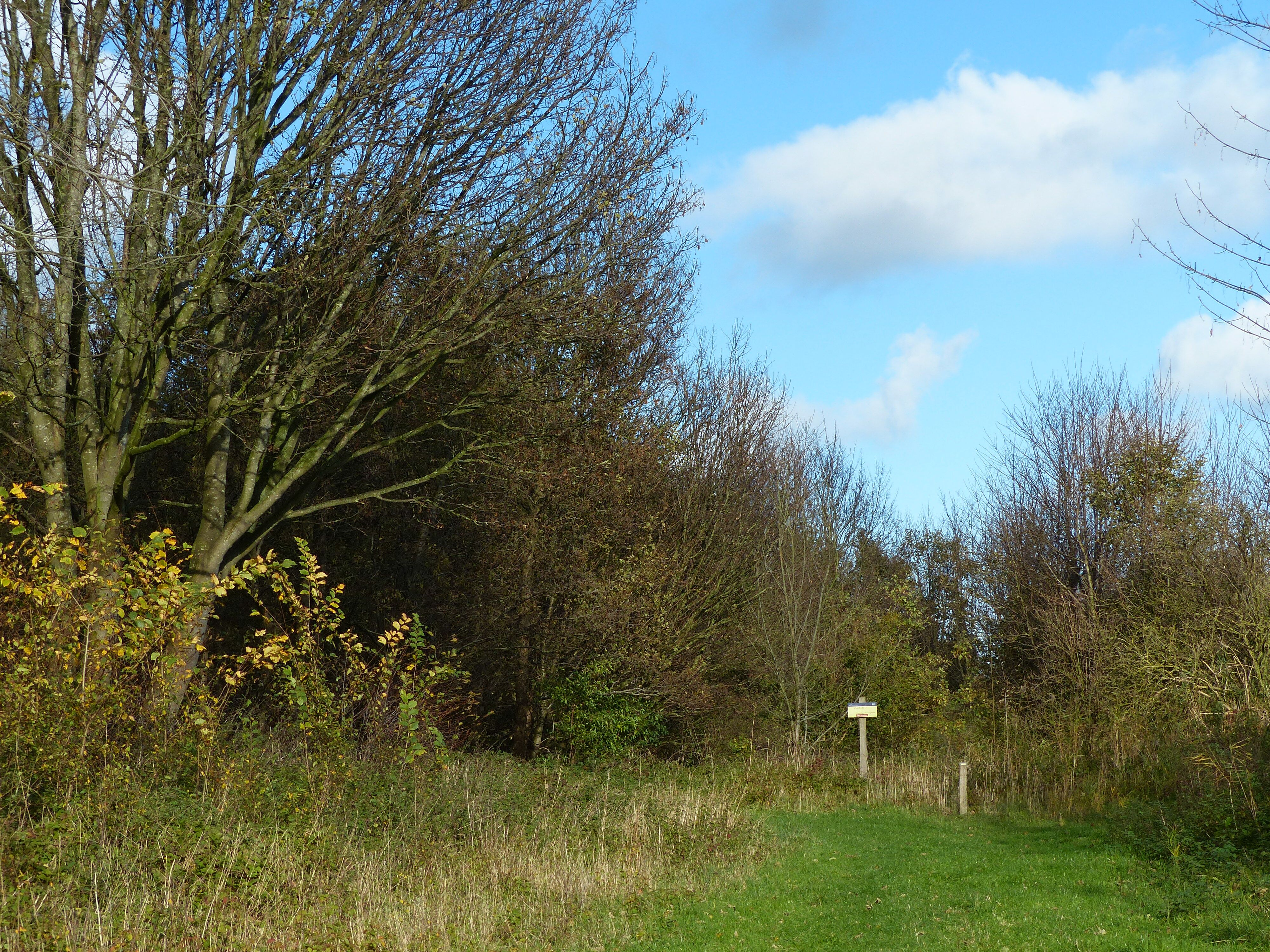
Scheelhoekbos in beheer bij Natuurmonumenten
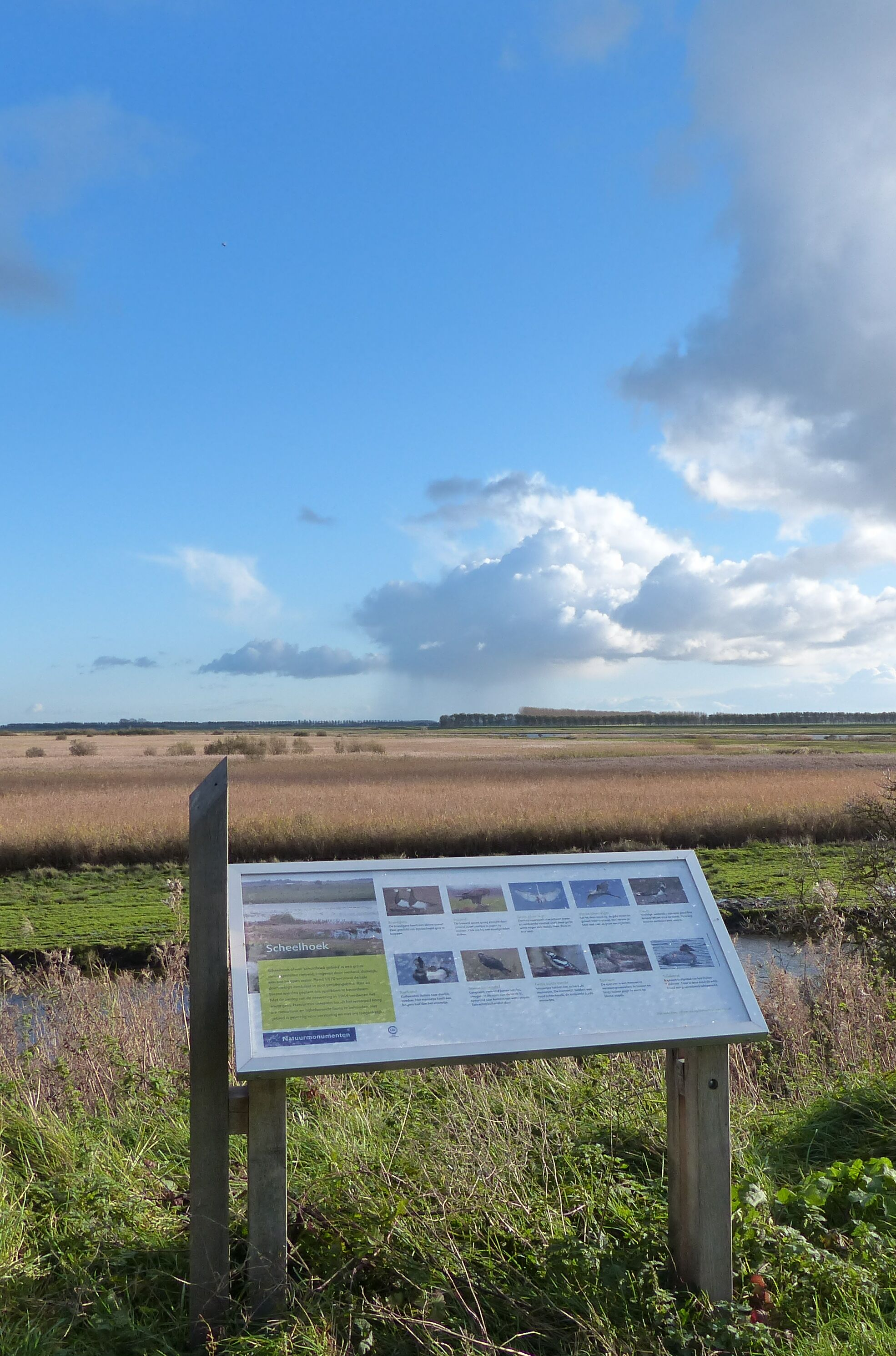
Uitkijkpunt Scheelhoekbos
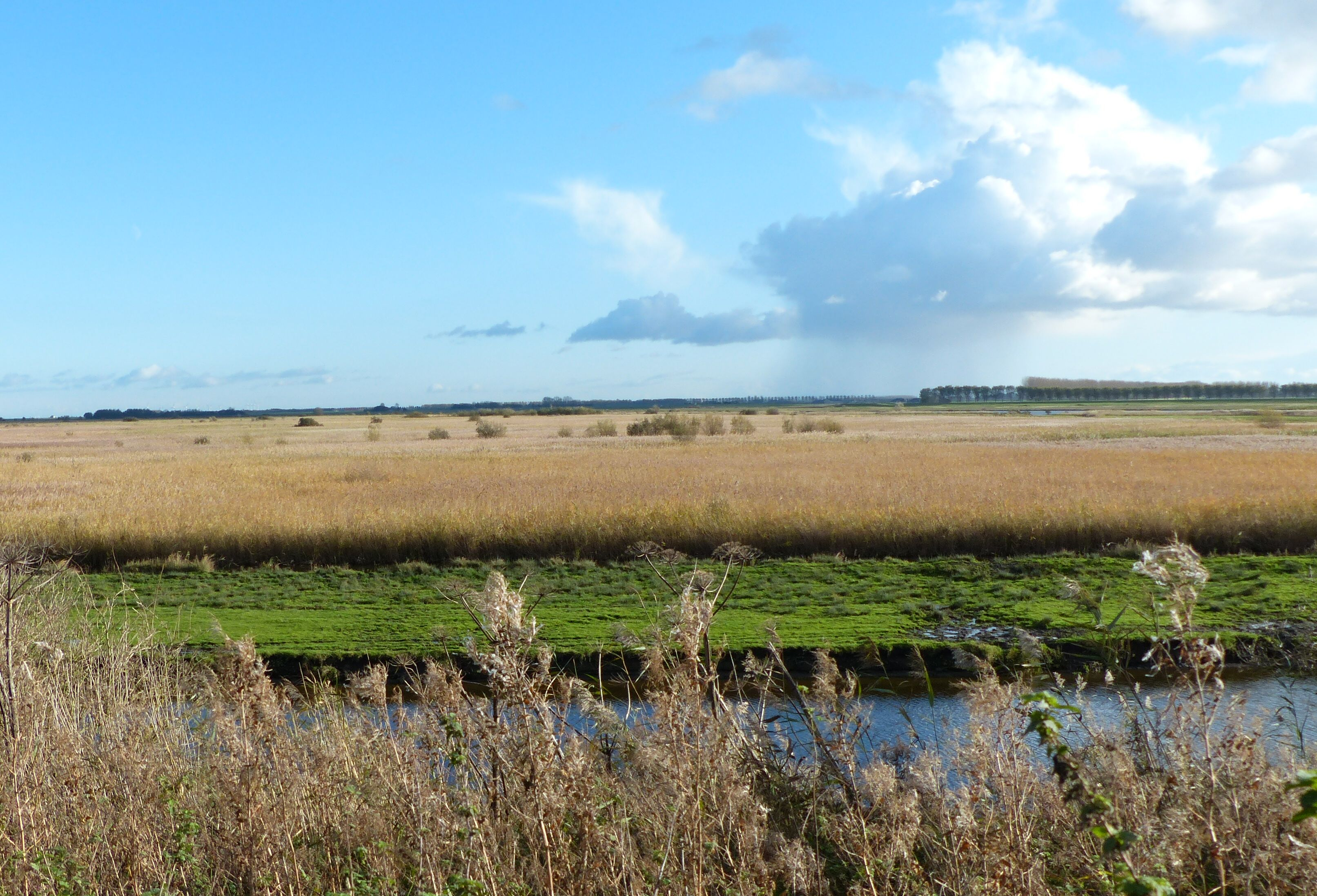
Plaat van Scheelhoek vanaf uitzichtpunt
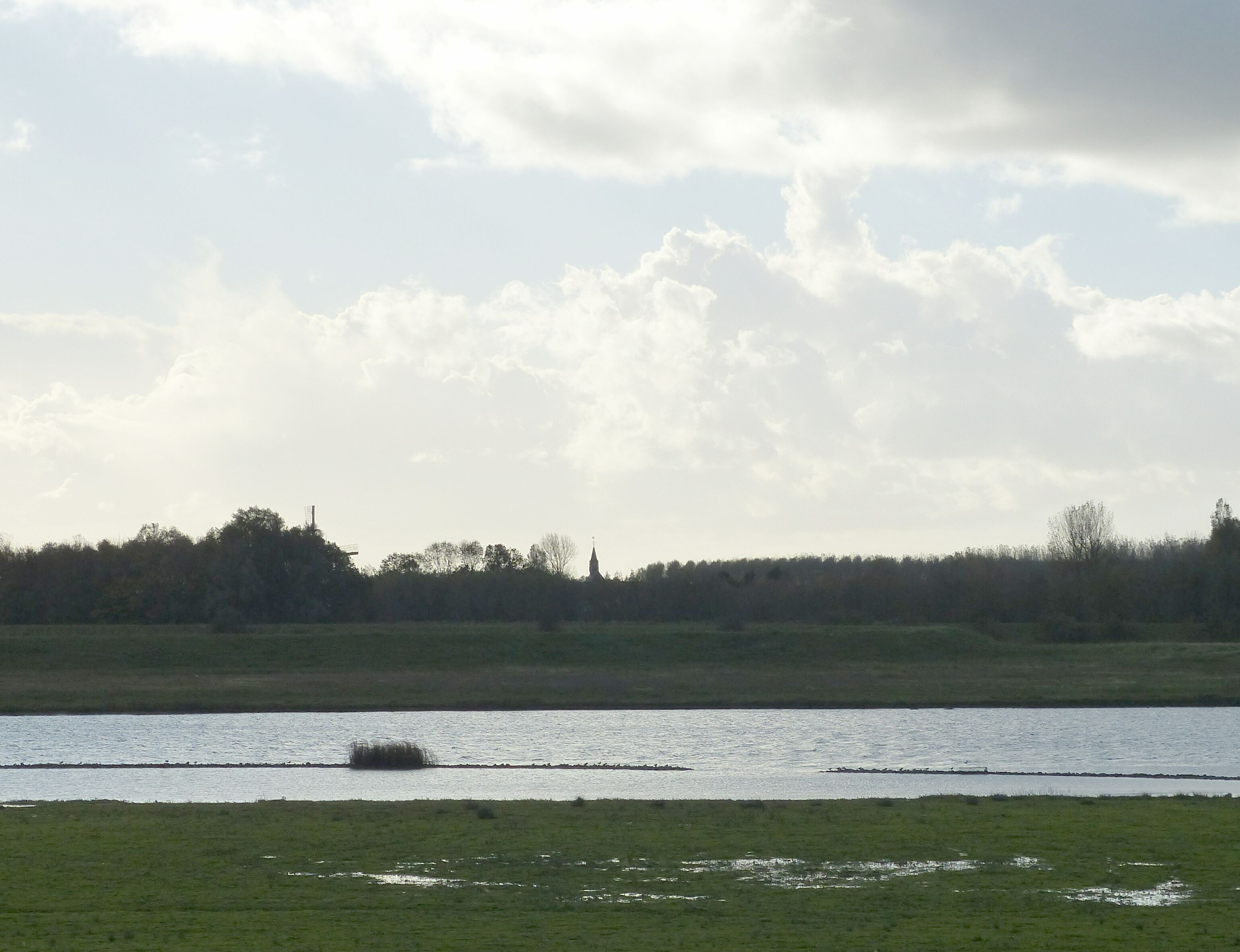
Natuurgebied aan het Zuiderdiep